# De bom tikt
De bom tikt is een televisieserie uit 1993 over werkloze Oost-Duitse jongeren die zich uit onvrede aansluiten bij een groep neonazi's. De serie bestaat uit vier afleveringen en is een coproductie van de IKON en omroepen uit Zwitserland, Oostenrijk en Duitsland.
Het hoofdthema van de serie is de ondergrondse neonazi-beweging en geweld tegen allochtonen en andersdenkenden. De gebeurtenissen vinden plaats in het tijdperk vlak na de Duitse Hereniging, toen teleurstelling over het uitblijven van welvaartsgroei tot een sterke groei van extreemrechts in de voormalige DDR leidde. De serie laat de organisatie van extreemrechts zien. De serie toont een netwerk van extreemrechtse partijen in Europa, waarbij zowel een ondergrondse terroristische cel als een bovengrondse politieke beweging zijn. Deze organisatie en de geschillen tussen deze twee vleugels kan men eveneens als thema zien, en de toenemende mate waarin destijds dergelijke partijen werden geaccepteerd. Een ander thema is radicalisering. In de serie wordt ingegaan op de sociale en psychologische motieven voor de keuze om actief neonazi te worden, verbeeld door de ruzies russen Ralph en zijn familie. 
Regisseur Thorsten Nater las anderhalf jaar lang veel boeken en sprak hij met talloze skinheads, georganiseerde neonazi's en gedesillusioneerde jongeren, die het gevoeligst zijn voor radicalisering. De NOT heeft de oorspronkelijke afleveringen ingekort om ze geschikt te maken als lesmateriaal. Voormalige rechts-radicale jongeren en asielzoekers fungeerden als figuranten. Zowel extreemrechtse als radicaal-linkse groeperingen probeerden de opnamen te verstoren. Acteurs hadden geregeld politiebescherming nodig. In een Amsterdams café waar een scène was opgenomen brak naar aanleiding van de opnames een vechtpartij uit. De acteurs hebben zelf aangegeven hiermee zich te willen verzetten tegen vreemdelingenhaat in Europa.

## Plot
In het (fictieve) Oost-Duitse dorpje Bliesburg protesteren de bewoners tegen de komst van een asielzoekerscentrum. Het protest neemt een gewelddadige wending en de bus waarin de asielzoekers waren gekomen wordt in brand gestoken. Jessica, de hoofdpersoon, ontdekt dat haar broer Ralph en zijn vrienden Gerd en Klaus bij de groep zijn die de bus in brand stak. Jessica redt daarentegen een vrouw uit de bus, en Ralph doet slechts met tegenzin het minimale om haar te helpen. Ondanks dit komt toch een asielzoeker om het leven. Het incident haalt het nieuws, en Klaus wordt gearresteerd.
Ralph is werkloos en voelt zich een loser, zeker vergeleken bij zijn vlotte zus die radiopresentatrice is. Aanvankelijk ging hij om met neonazi's om bij de groep te horen, al voelde hij niets voor hun ideeën. Maar in de groep voelt Ralph zich sterk, voelt hij dat hij iemand is. Ralph raakt steeds meer bij de neonazi's betrokken. Als hij zijn hoofd kaal scheert zet zijn vader hem het huis uit. Ralph verdwijnt samen met Gerd en Jessica gaat haar met haar vriend Gert-Jan zoeken waar hij is gebleven.
Uiteindelijk leidt het spoor naar een militair aandoend trainingskamp in de Belgische bossen. Gerd en Ralph treden toe tot de Liga, een internationale neonazibeweging, door de Bloedeed op de nazivlag af te leggen. Ook wordt een nazi die de groep verraden zou hebben geëxecuteerd. De eerste taak voor Gerd en Ralph wordt het uitvoeren van een aanslag op een voetbalwedstrijd van Ajax met een brandbom, omdat "Ajax een Jodenclub is". Jessica en Gerd-Jan horen hiervan en reizen de groep na naar Amsterdam.
Wat de daders niet weten is dat de bom gesaboteerd is. De partijleider Lessnik wil namelijk van de skinheads af om zich een "nettere" uitstraling aan te meten. De skinheads, vertegenwoordigd door Scharnberger en de militante skinhead Piet, zijn nuttig als "martelaren", maar geven de beweging een slechte reputatie waar zij van af wil. Bovendien gedraagt Scharnberger zich als leider van de paramilitaire tak te veel als leider van de beweging en is hij derhalve een concurrent voor Lessner. Als de aanslag mislukt zal Scharnbergs imago daaronder lijden. De bom gaat af in de hand van Gerd, die levend verbrandt. Ralph ontkomt en heeft een gesprek met Jessica, maar is doof voor haar smeekbeden en waarschuwingen.
Lessnik bevordert Ralph tot zijn persoonlijke adjudant en geeft hem een tweede opdracht. De groep reist naar Parijs, waar een terroristische aanslag wordt voorbereid. Ralph en Piet dienen in een kelder explosieven te plaatsen. De aanslag is tegen een aantal politici gericht maar ook rivaal Scharnberger zal hierbij omkomen. De twee worden echter in de kelder met de bom ingesloten en de twee beseffen dat het Lessniks bedoeling is dat ook zij zullen omkomen. De bom blijkt verkeerd afgesteld te zijn en gaat niet af, maar Ralph neemt wraak op Lessnik en doodt hem.
Na zijn hieropvolgende arrestatie pleegt Ralph zelfmoord in zijn cel.